# Reconhecimento internacional da independência do Kosovo

Kosovo
Estados que reconhecem oficialmente o Kosovo como independente
Estados que têm intenção de reconhecer o Kosovo como independente
Estados que declararam neutralidade sobre a independência do Kosovo
Estados que manifestaram o interesse/preocupação sobre os movimentos unilaterais ou que manifestam o desejo para remotas negociações
Estados que não reconhecem o Kosovo como independente
Estados sem posição declarada até ao momento

A questão do reconhecimento internacional da independência do Kosovo teve início após a declaração unilateral de independência do Kosovo em relação à Sérvia, feita pelo parlamento kosovar em 17 de fevereiro de 2008, com 109 votos a favor e 0 contra, pois todos os representantes da minoria sérvia (11 no total) boicotaram a declaração. Cartas para todos os países foram então enviadas pelo novo governo do Kosovo, solicitando reconhecimento. Em 28 de fevereiro de 2008, a Alemanha tornou-se o primeiro país a abrir uma embaixada em Pristina, capital do Kosovo.
Atualmente, o Kosovo é reconhecido por 107 (55,40%) dos 193 estados-membros das Nações Unidas; 23 (82%) dos estados membros da União Europeia; 24 (86%) dos 28 estados-membros da OTAN; 34 (60%) dos estados-membros da Organização para a Cooperação Islâmica.
O governo da Sérvia não reconhece o Kosovo como estado soberano mas começou a normalizar as relações com Pristina através do Acordo de Bruxelas, assinado em 19 de abril   2013  - 14 anos depois do fim da guerra sérvio-kosovar -, com a mediação da União Europeia.
O Conselho de Segurança das Nações Unidas ficou dividido. Dos cinco membros com direito de veto, três (EUA, Reino Unido e França) reconheceram a declaração de independência. Entretanto, a China expressou preocupação sobre as negociações, e a Rússia considerou a declaração como ilegal.
À exceção da Sérvia, os estados vizinhos do Kosovo - Albânia, República da Macedônia e Montenegro - reconheceram a declaração de independência.

## Posições internacionais

### Países que reconheceram o Kosovo

#### Membros da ONU
|     | País                            | Data do reconhecimento                                       | Filiações internacionais relevantes                                                                              |
| --- | ------------------------------- | ------------------------------------------------------------ | --- |
| 1   | Afeganistão                     | 18 de fevereiro de 2008                                      | Membro da Organização da Conferência Islâmica (OCI)                                                              |
| 2   | Costa Rica                      | 18 de fevereiro de 2008                                      | |
| 3   | Albânia                         | 18 de fevereiro de 2008, de jure desde 21 de outubro de 1991 | Membro da Organização do Tratado do Atlântico Norte (NATO) Membro da OCI                                         |
| 4   | França                          | 18 de fevereiro de 2008                                      | Membro permanente do Conselho de Segurança das Nações Unidas (CSNU) Membro da União Europeia (UE) Membro da NATO |
| 5   | Turquia                         | 18 de fevereiro de 2008                                      | Membro da NATO Membro da OCI                                                                                     |
| 6   | Reino Unido                     | 18 de fevereiro de 2008                                      | Membro permanente do CSNU Membro da NATO                                                                         |
| 7   | Estados Unidos                  | 18 de fevereiro de 2008                                      | Membro permanente do CSNU Membro da NATO                                                                         |
| 8   | Austrália                       | 19 de fevereiro de 2008                                      | |
| 9   | Senegal                         | 19 de fevereiro de 2008                                      | Membro da OCI |
| 10  | Letônia                         | 20 de fevereiro de 2008                                      | Membro da UE Membro da NATO                                                                                      |
| 11  | Alemanha                        | 20 de fevereiro de 2008                                      | Membro da UE Membro da NATO                                                                                      |
| 12  | Estónia                         | 21 de fevereiro de 2008                                      | Membro da UE Membro da NATO                                                                                      |
| 13  | Itália                          | 21 de fevereiro de 2008                                      | Membro da UE Membro da NATO                                                                                      |
| 14  | Dinamarca                       | 21 de fevereiro de 2008                                      | Membro da UE Membro da NATO                                                                                      |
| 15  | Luxemburgo                      | 21 de fevereiro de 2008                                      | Membro da UE Membro da NATO                                                                                      |
| 16  | Peru                            | 22 de fevereiro de 2008                                      | |
| 17  | Bélgica                         | 24 de fevereiro de 2008                                      | Membro da UE Membro da NATO                                                                                      |
| 18  | Polónia                         | 26 de fevereiro de 2008                                      | Membro da UE Membro da NATO                                                                                      |
| 19  | Suíça                           | 27 de fevereiro de 2008                                      | |
| 20  | Áustria                         | 28 de fevereiro de 2008                                      | Membro da UE |
| 21  | Irlanda                         | 29 de fevereiro de 2008                                      | Membro da UE |
| 22  | Suécia                          | 4 de março de 2008                                           | Membro da UE |
| 23  | Países Baixos                   | 4 de março de 2008                                           | Membro da UE Membro da NATO                                                                                      |
| 24  | Islândia                        | 5 de março de 2008                                           | Membro da NATO                                                                                                   |
| 25  | Eslovênia                       | 5 de março de 2008                                           | Membro da UE Presidia o Conselho da União Europeia na altura da declaração Membro da NATO                        |
| 26  | Finlândia                       | 7 de março de 2008                                           | Membro da UE |
| 27  | Japão                           | 18 de março de 2008                                          | |
| 28  | Canadá                          | 18 de março de 2008                                          | Membro da NATO                                                                                                   |
| 29  | Mónaco                          | 19 de março de 2008                                          | |
| 30  | Hungria                         | 19 de março de 2008                                          | Membro da UE Membro da NATO                                                                                      |
| 31  | Croácia                         | 19 de março de 2008                                          | Membro da UE Membro da NATO                                                                                      |
| 32  | Bulgária                        | 20 de março de 2008                                          | Membro da UE Membro da NATO                                                                                      |
| 33  | Liechtenstein                   | 25 de março de 2008                                          | |
| 34  | Coreia do Sul                   | 28 de março de 2008                                          | |
| 35  | Noruega                         | 28 de março de 2008                                          | Membro da NATO                                                                                                   |
| 36  | Ilhas Marshall                  | 17 de abril de 2008                                          | |
| 37  | Burquina Fasso                  | 24 de abril de 2008                                          | Membro da OCI |
| 38  | Lituânia                        | 6 de maio de 2008                                            | Membro da UE Membro da NATO                                                                                      |
| 39  | San Marino                      | 11 de maio de 2008                                           | |
| 40  | Chéquia                         | 21 de maio de 2008                                           | Membro da UE Membro da NATO                                                                                      |
| 41  | Colômbia                        | 6 de agosto de 2008                                          | |
| 42  | Belize                          | 7 de agosto de 2008                                          | |
| 43  | Malta                           | 21 de agosto de 2008                                         | Membro da UE |
| 44  | Samoa                           | 15 de setembro de 2008                                       | |
| 45  | Portugal                        | 7 de outubro de 2008                                         | Membro da UE Membro da NATO                                                                                      |
| 46  | Montenegro                      | 9 de outubro de 2008                                         | |
| 47  | Macedônia do Norte              | 9 de outubro de 2008                                         | |
| 48  | Emirados Árabes Unidos          | 14 de outubro de 2008                                        | Membro da OCI |
| 49  | Malásia                         | 31 de outubro de 2008                                        | Membro da OCI |
| 50  | Estados Federados da Micronésia | 5 de dezembro de 2008                                        | |
| 51  | Panamá                          | 16 de janeiro de 2009                                        | |
| 52  | Maldivas                        | 19 de fevereiro de 2009                                      | Membro da OCI |
| 53  | Gâmbia                          | 7 de abril de 2009                                           | Membro da OCI |
| 54  | Arábia Saudita                  | 20 de abril de 2009                                          | Membro da OCI |
| 55  | Bahrein                         | 19 de maio de 2009                                           | Membro da OCI |
| 56  | Jordânia                        | 7 de julho de 2009                                           | Membro da OCI |
| 57  | República Dominicana            | 10 de julho de 2009                                          | |
| 58  | Nova Zelândia                   | 9 de novembro de 2009                                        | |
| 59  | Malawi                          | 14 de dezembro de 2009                                       | |
| 60  | Mauritânia                      | 12 de janeiro de 2010                                        | Membro da OCI |
| 61  | Essuatíni                       | 12 de abril de 2010                                          | |
| 62  | Vanuatu                         | 28 de abril de 2010                                          | |
| 63  | Djibuti                         | 8 de maio de 2010                                            | Membro da OCI |
| 64  | Somália                         | 19 de maio de 2010                                           | Membro da OCI |
| 65  | Honduras                        | 3 de setembro de 2010                                        | |
| 66  | Kiribati                        | 21 de outubro de 2010                                        | |
| 67  | Tuvalu                          | 18 de novembro de 2010                                       | |
| 68  | Catar                           | 7 de janeiro de 2011                                         | Membro da OCI |
| 69  | Omã                             | 4 de fevereiro de 2011                                       | Membro da OCI |
| 70  | Andorra                         | 8 de junho de 2011                                           | |
| 71  | Guiné                           | 12 de agosto de 2011                                         | Membro da OCI |
| 72  | Níger                           | 16 de agosto de 2011                                         | Membro da OCI |
| 73  | Benim                           | 18 de agosto de 2011                                         | Membro da OCI |
| 74  | Santa Lúcia                     | 19 de agosto de 2011                                         | |
| 75  | Gabão                           | 9 de setembro de 2011                                        | Membro da OCI |
| 76  | Costa do Marfim                 | 21 de setembro de 2011                                       | Membro da OCI |
| 77  | Kuwait                          | 11 de outubro de 2011                                        | Membro da OCI |
| 78  | Haiti                           | 10 de fevereiro de 2012                                      | |
| 79  | Brunei                          | 25 de abril de 2012                                          | Membro da OCI |
| 80  | Chade                           | 1 de junho de 2012                                           | Membro da OCI |
| 81  | Timor-Leste                     | 20 de setembro de 2012                                       | |
| 82  | Fiji                            | 19 de novembro de 2012                                       | |
| 83  | São Cristóvão e Neves           | 28 de novembro de 2012                                       | |
| 84  | Paquistão                       | 24 de dezembro de 2012                                       | Membro da OCI |
| 85  | Guiana                          | 16 de março de 2013                                          | Membro da OCI |
| 86  | Tanzânia                        | 29 de maio de 2013                                           | |
| 87  | Iêmen                           | 11 de junho de 2013                                          | Membro da OCI |
| 88  | Egito                           | 26 de junho de 2013                                          | Membro da OCI |
| 89  | El Salvador                     | 29 de junho de 2013                                          | |
| 90  | Tailândia                       | 24 de setembro de 2013                                       | |
| 91  | Líbia                           | 25 de setembro de 2013                                       | Membro da OCI |
| 92  | Tonga                           | 15 de janeiro de 2014                                        | |
| 93  | Antígua e Barbuda               | 20 de maio de 2015                                           | |
| 94  | Singapura                       | 1 de dezembro de 2016                                        | |
| 95  | Bangladesh                      | 27 de fevereiro de 2017                                      | |
| 100 | Barbados                        | 15 de Fevereiro de 2018                                      | |
| 101 | Israel                          | 4 de Setembro de 2020                                        | |
| 102 | Serra Leoa                      | 13 de junho de 2008                                          | Membro da OCI |

#### Não membros da ONU
| País                              | Data do reconhecimento  | Filiações internacionais relevantes |
| --------------------------------- | ----------------------- | ----------------------------------- |
| Taiwan (República da China)       | 18 de fevereiro de 2008 |                                     |
| Ordem Soberana e Militar de Malta | 26 de outubro de 2011   |                                     |
| Cook Islands                      | 18 de maio de 2015      |                                     |
| Niue                              | 23 de junho de 2015     |                                     |

#### Países que reconheceram o Kosovo e posteriormente retiraram o reconhecimento
|                | País                      | Data de                 | Data de                 | Filiações internacionais relevantes |
| Reconhecimento | País                      | Retirada                |                         |                                     |
| -------------- | ------------------------- | ----------------------- | ----------------------- | ----------------------------------- |
| 1              | Suriname                  | 8 de julho de 2016      | 27 de outubro de 2017   |                                     |
| 2              | Guiné-Bissau              | 10 de janeiro de 2011   | 21 de novembro de 2017  | Membro da OCI                       |
| 3              | Burundi                   | 16 de outubro de 2012   | 15 de fevereiro de 2018 |                                     |
| 4              | Libéria                   | 30 de maio de 2008      | 20 de junho de 2018     |                                     |
| 5              | Papua-Nova Guiné          | 3 de outubro de 2012    | 5 de julho de 2018      |                                     |
| 6              | Lesoto                    | 11 de fevereiro de 2014 | 16 de outubro de 2018   |                                     |
| 7              | Comores                   | 14 de maio de 2009      | 1 de novembro de 2018   | Membro da OCI                       |
| 8              | Dominica                  | 11 de dezembro de 2012  | 2 de novembro de 2018   |                                     |
| 9              | Granada                   | 25 de setembro de 2013  | 4 de novembro de 2018   |                                     |
| 10             | Ilhas Salomão             | 13 de agosto de 2014    | 28 de novembro de 2018  |                                     |
| 11             | Madagáscar                | 24 de novembro de 2017  | 7 de dezembro de 2018   |                                     |
| 12             | Palau                     | 6 de março de 2009      | 21 de janeiro de 2019   |                                     |
| 13             | Togo                      | 11 de julho de 2014     | 28 de junho de 2019     |                                     |
| 14             | República Centro-Africana | 22 de julho de 2011     | 24 de julho de 2019     |                                     |
| 15             | Gana                      | 23 de janeiro de 2012   | 7 de novembro de 2019   |                                     |
| 16             | Nauru                     | 23 de abril de 2008     | 13 de novembro de 2019  |                                     |

### Países que se recusaram a reconhecer o Kosovo
- África do Sul[137]
- Argélia[138]
- Argentina[139]
- Armênia[140]
- Azerbaijão[141]
- Bielorrússia[142][143][144]
- Bolívia[145]
- Bósnia e Herzegovina[146]
- Brasil[147]
- Cazaquistão[148]
- Chipre[149]
- Cuba[150]
- Eslováquia[151][149]
- Espanha[151]
- Geórgia[151]
- Grécia[151]
- Índia[152]
- Indonésia[153]
- Laos[154]
- Líbia[155]
- Moldávia[156]
- Nigéria[157]
- Quirguistão[158][159]
- Roménia[151][149][160]
- Rússia[149][161]
- São Tomé e Príncipe[162]
- Sérvia[151][149][161]
- Sri Lanka[163]
- Tajiquistão[164]
- Uganda[165]
- Uruguai[166]
- Venezuela
- Vietname[167]

## Organizações internacionais
- Organização das Nações Unidas: Com Rússia declarando a sua intenção de usar seu veto para prevenir qualquer reconhecimento pelas Nações Unidas, o Kosovo não tem nenhuma possibilidade atual para ser membro da ONU.[168]
- Comitê Olímpico Internacional: O Comité Olímpico Internacional disse que vai reconhecer o país e que o mesmo está convidado a participar dos Jogos Olímpicos de 2008, na China, desde que a Organização das Nações Unidas também reconheça.[169]
- Fundo Monetário Internacional: O Fundo Monetário Internacional (FMI) reconheceu a 15 de julho de 2008 a independência do Kosovo e adiantou que irá analisar o seu pedido de adesão "no devido momento”. Em comunicado, o FMI precisa que recebeu o pedido de adesão do Kosovo.[170]

## Outras reações internacionais
- Bangladesh: Um porta-voz do governo disse "Os interesses das pessoas de Kosovo sempre foram íntimos a corações bengaleses, e nós estamos orgulhosos por termos contribuído para a estabilidade daquela região com os nossos pacificadores. Nós estamos seguindo o assunto com muita atenção com países da mesma opinião, e também as contínuas relevantes deliberações do Conselho de Segurança na ONU.”.[171]
- México: O país pediu calma nas decisões e não deixou uma posição clara.[172]
- Santa Sé: O Papa Bento XVI disse aos países para terem "prudência e moderação" nas negociações deste evento.[173] Já em 2023, o papa Francisco mencionou o seu desejo de viajar para Kosovo, apesar de não haver um reconhecimento oficial de independência por parte da Santa Sé.[174]